# 耶斯波·拉森
耶斯波·拉森（丹麥語：Jesper Larsen，1972年10月29日—），是一名已退役丹麥男子羽球運動員，出生於法柏格。
2000年，耶斯波·拉森與延斯·埃里克森一起成為歐洲羽球錦標賽男子雙打冠軍。他在同一場比賽中也代表丹麥隊贏得團體冠軍。他還在挪威羽球國際賽、奧地利羽球國際賽、法國羽球公開賽、愛爾蘭羽球公開賽、荷蘭羽球公開賽、瑞士羽球公開賽、西班牙羽球國際賽、冰島羽球國際賽和德國羽球公開賽中取得了成功。在2000年奧運會上，他延斯·埃里克森在男子雙打比賽中獲得第五名。